# Геодетски план
Геодетски план је резултат премера мањег дела Земљине површи, графички приказан на некој равној подлози, са одређеним топографским знацима за хоризонталну и вертикалну пројекцију и са константном размером по целој површини плана.
Другим речима, план је слика неког мањег дела Земљине површине са свим објектима који се на њему налазе. Али, и овде се извесни објекти, због својих димензија и умањења те слике, представљају помоћу топографских знакова. Разлика између карте и плана су што се на плану представља мањи део Земљине површи и то на хоризонталној равни која је недеформисана и са константном размером по целом плану, док се на карти представља већи део Земљине површине на сферној површини тако да приликом пројекције мора доћи до одређене деформације, што доводи до промене размере.
Планови се раде у крупним размерама, и то почевши од 1:100 и даље — 1:250, 1:500, 1:1000, 1:2000, 1:2500 и 1:5000. За израду главних или детаљних пројеката користе се само топографски планови свих размера. Које ће се размере план употребити, зависи од врсте објекта чији пројекат треба урадити. Тако се на пример, при изради саобраћајница најчешће користе планови размере 1:1000, за хидромелиорационе радове планови размере 1:500, а за урбанистичка решења и високоградњу планови размере 1:500 до 1:100.